# Paul Mbiya
Paul Mbiya Kabenga (* 11. April 2005) ist ein kongolesischer Basketballspieler.

## Laufbahn
Der aus Kinshasa stammende Mbiya begann im Alter von 15 Jahren mit dem Basketball und wurde von 2021 bis 2023 in der im Senegal gelegenen NBA Academy Africa gefördert. Anschließend stieß er zum Aufgebot des mosambikanischen Clube Ferroviário da Beira für die Basketball Africa League.
2023 wurde er von ASVEL Lyon-Villeurbanne verpflichtet, musste allerdings monatelang auf eine Einreisegenehmigung warten und kam deshalb erst im Januar 2024 zu seinem Einstand in einer Jugendmannschaft des französischen Erstligisten. Während der Saison 2024/25 wurde er erstmals auch in der Ligue Nationale de Basket zum Einsatz gebracht.
Im Sommer 2025 wurde erst Mbiyas Wechsel an die North Carolina State University (Vereinigte Staaten) vermeldet, er ging schließlich aber an die University of Kansas.